# هادی البحره
هادی البحره (به عربی: هادي البحرة)؛ زادهٔ ۱۳ فوریهٔ ۱۹۵۹ در دمشق) سیاستمدار اهل سوریه است که ریاست ائتلاف ملی سوریه را بر عهده دارد.

## زندگی
وی در سال ۱۹۵۹ در دمشق زاده شد. وی دانش‌آموخته دانشگاه ایالتی ویچیتا در آمریکا و نیز مدیر اجرایی چند نهاد و شرکت بوده است.

## اپوزیسیون سوریه
وی به ائتلاف ملی سوریه در تاریخ ۶ اوت ۲۰۱۳ پیوست. شغل وی در این ائتلاف، چانه‌زن بلندپایه گروه‌های مخالف دولت بشار اسد در مذاکرات صلح ژنو بود و در تاریخ ۸ ژوئیه ۲۰۱۴ با به دست آورد ۶۲ رأی موافق در مقابل ۴۱ رأی مخالف از مجموع ۱۲۰ رأی اعضای این ائتلاف، ریاست ائتلاف ملی سوریه را بر عهده گرفت.